# Acuerdo de Córdoba, 2006
El Acuerdo de Córdoba fue un acuerdo entre los Gobiernos de España, Reino Unido y Gibraltar para establecer un foro tripartito de cooperación en Gibraltar. Fue firmado por el ministro de Asuntos Exteriores español Miguel Ángel Moratinos, ministro británico para Europa, Geoff Hoon, y el ministro principal de Gibraltar Peter Caruana en Córdoba, España.

## Antecedentes
El acuerdo fue resultado de casi dos años de negociaciones entre los tres gobiernos, dando voz por primera vez a Gibraltar en las conversaciones entre España y Reino Unido. El acuerdo surgió de una iniciativa del PSOE que llegó al gobierno en 2004 y propuso un Foro de Diálogo, en el que por primera vez Gibraltar participara como una tercera parte independiente.
El foro tripartito que creaba este Acuerdo fue abolido en diciembre de 2011, cuando Mariano Rajoy fue nombrado presidente del Gobierno de España.

## Acuerdos clave
Los acuerdos clave fueron:
- Uso compartido del aeropuerto de Gibraltar. Esto incluye vuelos entre otros puntos de España y Gibraltar.
- Líneas telefónicas para Gibraltar. Hasta 2006 Gibraltar tenía el prefijo de la provincia de Cádiz (956) saturando el prefijo. Con el acuerdo Gibraltar adopta el prefijo 350.
- Levantamiento de los límites de llamada a Gibraltar desde España y la itinerancia móvil en España para los móviles de Gibraltar.
- Se resolvió la disputa sobre las pensiones a españoles que trabajaron en Gibraltar.
- España se comprometió a reducir sus controles en la frontera y facilitar el movimiento a través de ella.
- Se abre un Instituto Cervantes en Gibraltar, que finalmente fue disuelto en 2015 por escaso rendimiento.

El acuerdo estableció el Foro Tripartito, que prevé un diálogo regular entre las tres partes. En julio de 2009, el ministro de Asuntos Exteriores Miguel Ángel Moratinos asistió a las conversaciones en Gibraltar, el primer ministro Español que visitó de forma oficial el territorio británico de ultramar. El acuerdo no estuvo exento de críticas. En España fue publicado como "un momento vergonzoso en la historia de España" y en Gibraltar fue criticado debido al papel de Moratinos en la controversia de las Aguas Territoriales de Gibraltar. 
El foro fue diseñado para facilitar el diálogo en un número de problemas, dejando de lado el problema de la soberanía. Una evaluación independiente realizada por Peter Gold concluyó que "dadas las diferencias fundamentales en los objetivos últimos de los participantes del Foro y en particular a la sensibilidad de España respecto al estado de Gibraltar, los acuerdos solo pueden ser una forma de gestionar el 'problema' de Gibraltar en lugar de resolverlo." España no ha dejado de insistir en que solo hablará de soberanía con Reino Unido y no como parte del Foro Tripartito.